# Cartoon Movement
Cartoon Movement is een bedrijf dat een wereldwijd online platform biedt voor redactionele cartoons en stripjournalistiek. Ze ontvangen cartoons van meer dan 300 freelance cartoonisten in meer dan 100 landen. Ingezonden werken worden vaak aangekocht door mediapublicaties.

## Geschiedenis
Cartoon Movement begon in 2010 toen VJ Movement-oprichters Thomas Loudon en Arend Jan van den Beld begonnen samen te werken met redactioneel cartoonist Tjeerd Royaards om de politieke cartoon te promoten als een fundamentele stijl van journalistiek en om persvrijheid en de rechten van redactioneel cartoonisten te ondersteunen.
Een vroeg project bij Cartoon Movement was een cartoonserie van Royaards, Matt Bors en anderen over de omstandigheden in Haïti na de aardbeving in 2010. Het werk werd ondersteund door een subsidie van de Nederlandse overheid.
De Occupy-beweging was een ander vroeg project en Cartoon Movement ontving redactionele cartoons van Occupy-bronnen over de hele wereld.
Cartoon Movement ondersteunt Cartoonists Rights Network, International en mensenrechteneducatie op scholen.
- Library of Congress Control Number: no2011188048
- Virtual International Authority File: 220456502